# Castillo de Airth
El Castillo de Airth es un castillo situado en la localidad de Airth, en el condado escocés de Falkirk, en el Reino Unido. La construcción tiene vistas a la localidad de Airth y al río Forth. Actualmente el castillo es un hotel y balneario.
El castillo es un importante edificio histórico, y conserva la mayor parte de su estructura medieval. Está categorizado como Category A en la Listed Building de la Historic Scotland. En los jardines del castillo se encuentran las ruinas de la antigua iglesia parroquial de Airth, ahora sin tejado. La iglesia tiene parte de distintos periodos, con una parte románica, y un campanario y una nave lateral en la parte norte añadidos por John Milne, el maestro constructor real, en 1647.